# Gneisenau (1935)
Gneisenau byl bitevní křižník sloužící v Kriegsmarine. Jméno nesl po pruském generálovi Augustu von Gneisenau. Jeho sesterskou lodí byl Scharnhorst.
Na konci roku 1939 se Scharnhorstem operoval v Atlantiku a poté byl poškozen v bouři. V roce 1940 se zúčastnil invaze do Norska. V britském stažení se Scharnhorstem potopily britskou letadlovou loď HMS Glorious. V roce 1941 v severním Atlatniku potopily 22 lodí, poté byly poškozeny nálety RAF v Brestu. Během roku 1942 opět doprovázel Scharnhorst a těžký křižník Prinz Eugen. V Kielu byl opět poškozen nálety a práce na něm pokračovaly v letech 1942 – 1944, loď byla zčásti přezbrojena, ale do služby se už nedostala, na jaře roku 1945 byla potopena, aby blokovala vjezd do přístavu Gdyně. V roce 1947 byl bitevní křižník Gneisenau vyzdvižen a sešrotován.

## Stavba

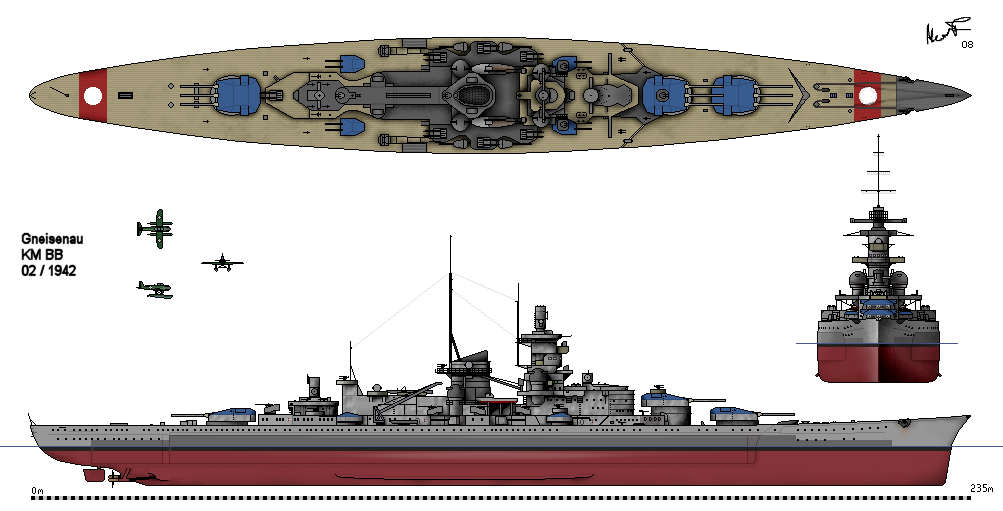
Gneisenau v roce 1942

Stavba kýlu lodi začala v loděnici Deutsche Werke, 6. května 1935. Spuštění na vodu proběhlo 8. prosince 1936 a loď byla předána německé Kriegsmarine 21. květen 1938. Jelikož kvůli skluzu způsobenému nedostatky na začátku stavby lodě se dokončení Sharnhorstu opozdilo, byla na hladinu dříve spuštěna Scharnhorstova sesterská loď Gneisenau. Vzhledem k tomu bývá třída Scharnhorst označovaná (hlavně v anglosaských zemích) i jako třída Gneisenau.

## Pohon a pancéřování

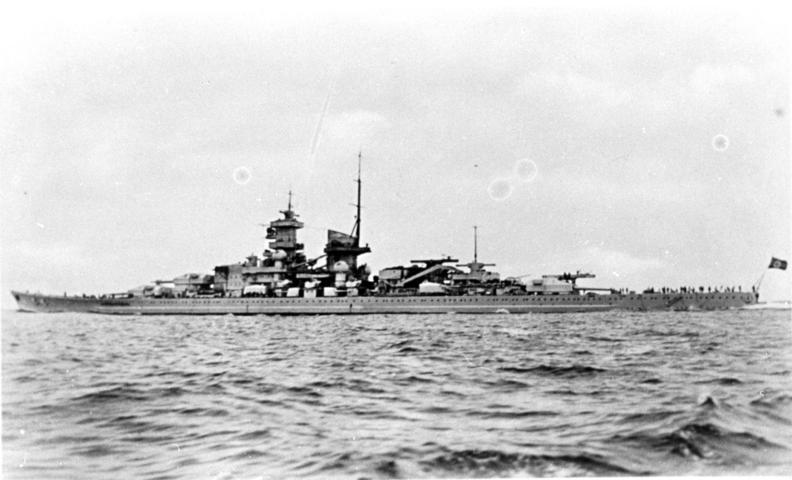
Gneisenau na moři

Vzhledem k rozvinutém německému průmyslu se zkušenostmi z 1. světové války a následným rozvojem v době nástupu nacismu bylo pancéřování velmi kvalitní. Tloušťka pancéřování trupu byla v rozmezí 170 až 320 mm. Méně důležité části byly pancéřované slaběji, ale strojovny, velitelské stanoviště a muniční sklady byly pancéřované velmi kvalitně. Tloušťka pancíře hlavních dělostřeleckých věží dosahovala až 350 mm. Pancéřování trupu lodi se zužovalo z tloušťky 320 mm na tloušťku 170 mm. Klínovité zúžení spolu se zužováním trupu způsobovalo, že dělostřelecké granáty po krunýři spíše klouzaly, než ho prorážely. Při dělostřelecké palbě vedené z menší vzdálenosti byl však Gneisenau v nevýhodě. V takovém případě dopadaly granáty pod ostřejším úhlem, a mohlo dojít k proražení pancíře. Díky vysoké maximální rychlosti si však Gneisenau mohl určit vhodnou vzdálenost dělostřeleckého souboje. Paluba byla chráněna 50 mm krunýřem, pod kterým byl umístěn (znovu na nejcitlivějších místech lodě) další pancíř o tloušťce 150 mm. V přední části měl první předěl tloušťku také 150 mm. Jako na podobných lodích té doby bylo čelo lodě zkosené pod úhlem 90°, které bylo později (kvůli hydrodynamice) změněno na tzv. Atlantický typ s nižším zkosením.
Gneisenau byl jako jedna z prvních lodí vybavená radiolokátorem FuMO 22 s frekvencí 368 MHz, později nahrazený radarem FuMO 26 nebo 27.
Na pohon bylo využito několik  vznětových motorů MAN a 12 kotlů Wagner, pohánějících tři turbíny Germania/Brown-Boveri o výkonu 165 000 k, motory a turbíny přenášely svůj výkon přes tři lodní šrouby, které ho mohly pohánět až na rychlost 32 uzlů. Zásoba paliva vydržela na vzdálenost 6 214 mil.

## Výzbroj

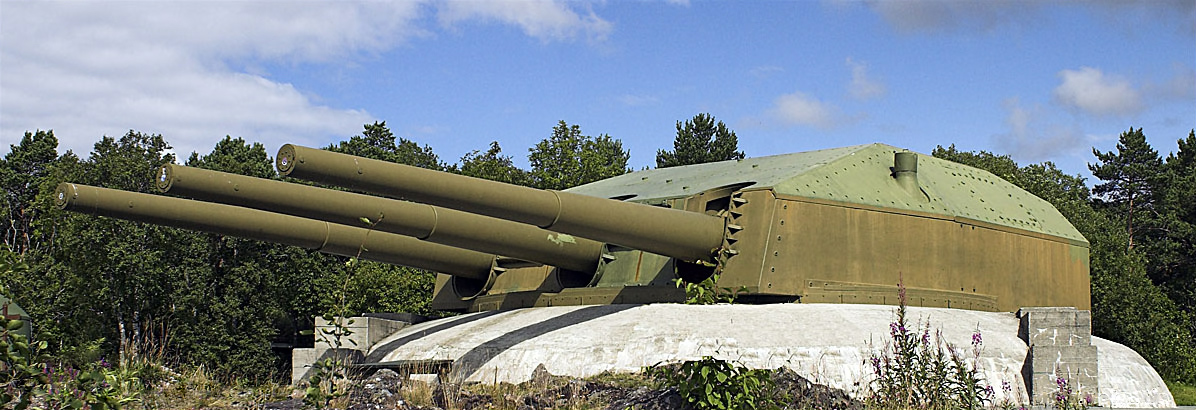
Dělová věž C z Gneisenau jako součást pobřežní obrany v Norsku v roce 2004.

Od začátku byly jako hlavní výzbroj plánované 15palcové kanóny, avšak nakonec byly namontovány 11palcové (280 mm) s předpokladem, že přece jen dojde ke změně na vyšší kalibr 15 palců (380 mm). Do konce kariéry se ani Scharnhorst ani Gneisenau této výzbroje nedočkaly. Zůstalo tak u třech věží Dreh C/34; jedna vzadu a dvě vpředu po třech hlavních děla SK/LC28 ráže 280 mm/54, 5 cal., které dodaly Kruppovy závody. Munice hlavního dělostřelectva byla AP (protipancéřové) a HE (bombardovací). Dostřel byl na hranici 41 km, přičemž granát AP dokázal ještě na vzdálenost 27 km prorazit pancíř o tloušťce 205 mm (při kolmém dopadu na pancíř).
Zbytek výzbroje tvořilo 12 děl SKC/28 ráže 150 mm (5,9 "/ 55) z toho osm děl ve čtyřech dvoudělových věžích Dreh LC/34 a čtyři v jednodělových věžích MPL C/35 tvořily pomocné dělostřelectvo jak proti menším hladinovým cílům, tak proti letadlům. Zajímavé byly osvětlovací granáty, které mohly být použity.
Proti letadlům byly nainstalovány kanóny SKC/33 ráže 105 mm v počtu 14 kusů v dvojvěžích LC/31. Protiletadlovou obranu doplňovalo 16 kusů 37 mm a 38 kusů 20mm kanónů.
Na lodi mohla být umístěna až tři letadla (pravděpodobně Arado Ar 196), pro která byly namontovány dva katapulty.